# Ataenius polyglyptus
Ataenius polyglyptus är en skalbaggsart som beskrevs av Bates 1887. Ataenius polyglyptus ingår i släktet Ataenius och familjen Aphodiidae. Inga underarter finns listade.